# Ammonitico rosso

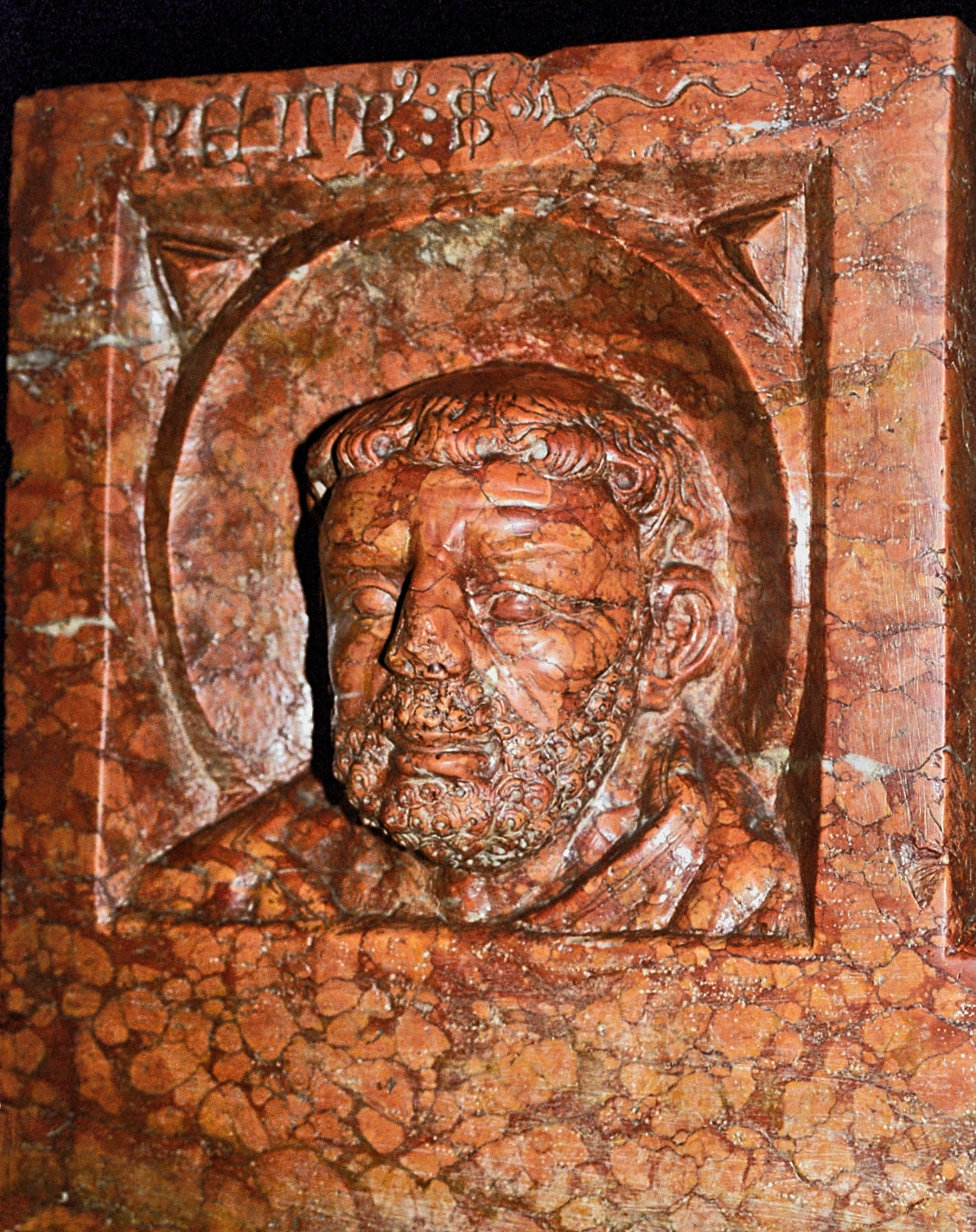
Détail du sarcophage de Berardo Maggi, Duomo Vecchio de Brescia: Saint Pierre

Ammonitico rosso est une expression italienne utilisée internationalement en géologie, pour décrire un faciès de calcaires plus ou moins argileux, noduleux, souvent coloré en rouge et généralement riche en ammonites. Les géologues italiens emploient plutôt le terme rosso ammonitico.

## Géologie

### Description
L’ammonitico rosso est un faciès de calcaires fins, plus ou moins argileux, colorés en rouge par des oxydes de fer (hématite), avec une texture noduleuse. Les nodules sont plus carbonatés et généralement allongés selon le sens de la stratification.
De nombreuses  surfaces durcies (hardground en anglais), souvent recouvertes d’une patine ferro-manganésienne sont présentes dans ces sédiments. L’ammonitico rosso montre aussi des mélanges de fossiles ou des variations très rapides des faunes contenues dans ses strates. L’identification d’ammonites appartenant à des biozones d’âges différents sur des épaisseurs réduites de sédiments confirme la condensation souvent très importante de ce lithofaciès.
Les fossiles de l’ammonitico rosso sont à forte dominante pélagique avec de nombreux céphalopodes (ammonites, nautiles, bélemnites), des lamellibranches à coquille très fine décrits au microscope comme des microfilaments. La microfaune est également très variée (radiolaires, foraminifères, ostracodes, calpionelles, dinoflagellés, …).

### Modèle de dépôt
L’ammonitico rosso est un exemple typique de série condensée, c'est-à-dire caractérisée par une vitesse de sédimentation très lente, ayant pour conséquence des épaisseurs cumulées de sédiments très réduites sur une longue période de dépôt.
Ce faciès témoigne de milieux de dépôts marins relativement profonds (au moins 200 mètres). Malgré sa profondeur, cet environnement est suffisamment agité pour permettre une bonne oxygénation de l’eau, responsable de l’oxydation du sédiment et du développement d’un faune marine diversifiée.
L’interprétation classique du milieu de sédimentation de l’ammonitico rosso est un haut-fond marin pélagique sur lequel se déposent des calcaires avec des phénomènes de non-dépôt voire de dissolution lorsque la profondeur augmente et approche ou dépasse le seuil de compensation des carbonates correspondant à des conditions de température et de pression où les carbonates sont à l’état de solution dans l’eau de mer et ne sédimentent pas.
Le rôle de la diagenèse, qui concerne les transformations physico-chimiques et biochimiques de la roche postérieures à son dépôt, est également très important.
Des phases de dissolution des carbonates (en particulier de l’aragonite des coquilles de certains organismes pélagiques), de concentration des résidus insolubles, mais aussi l’action de micro-organismes responsables des variations de couleurs observées dans ce faciès (à dominante rouge mais également gris ou rosé, parfois même jaunâtre à verdâtre), modifient l’aspect de l’ammonitico rosso. 

## Répartition géographique
Le faciès ammonitico rosso est caractéristique de l’ancien océan Téthys qui s’est formé à partir du Trias sur la marge continentale nord de l’ancien supercontinent du Gondwana. Celui-ci regroupait plusieurs continents ou sous-continents actuels : Amérique du sud, Afrique (incluant la plaque adriatique), Péninsule arabique, Antarctique, Inde et Australie. Cet océan s’est progressivement refermé à partir du Crétacé à la suite de la progression vers le nord des plaques africaine et indienne.
C’est donc aujourd’hui dans les régions, souvent montagneuses, de suture de cet ancien océan que l’on observe les faciès ammonitico rosso dans les sédiments surtout d’âge Trias à Jurassique. Ces régions correspondent à la ceinture alpine qui s’étend du sud de l’Espagne jusqu’à l’Himalaya :
- Espagne : Cordillères bétiques du sud de l’Espagne. Dans les îles d’Ibiza et de Mallorca ;
- Maroc : dans les montagnes du Rif et dans la chaîne de l’Atlas ;
- Algérie : dans les Montagnes de Kabylie et dans la chaîne de l’Atlas ;
- Tunisie : Dorsale tunisienne (Chaînons jurassiques) et dans le NO du pays ;
- Italie : Alpes méridionales dans les provinces de Brescia, Padoue, Vérone, Trente, Bolzano, dans les Apennins, en Calabre et en Sicile ;
- Europe de l’Est : dans plusieurs pays : Hongrie, Slovaquie, Pologne, Serbie, Roumanie, Bulgarie ;
- Grèce : Zone ionienne à l’est du pays ;
- Turquie : dans les Pontides en bordure de la mer Noire et dans le Sud-Est du pays ;
- Oman : dans le nord du pays.

## Répartition stratigraphique
Comme tout faciès, le lithofaciès ammonitico rosso est diachrone. Il est cependant remarquable de le retrouver dans des séries d’âge sensiblement différent et parfois sur des intervalles de temps très longs.
L'ammonitico rosso est généralement d’âge jurassique. On observe cependant ce faciès dès le Trias moyen (Anisien) dans les Alpes méridionales italiennes (Dolomites frioulanes).
Les séries les plus connues de l'ammonitico rosso sont en Italie. Elles sont datées du Pliensbachien, Toarcien et Aalénien en Lombardie (Rosso Ammonitico Lombardo) et du Jurassique moyen et supérieur (âge Bajocien à Tithonien inférieur) dans la partie orientale des Alpes italiennes  (Rosso Ammonitico Veronese). 
D’autres affleurements de référence pour l’ammonitico rosso jurassique sont connus en Tunisie sur la Dorsale tunisienne au Djebel Zaress, à une quarantaine de kilomètres au SO de Zaghouan. Son âge court ici du Callovien au Tithonien,. 
Bien que réputé être limité stratigraphiquement au Jurassique, des faciès ammonitico rosso datés du Crétacé inférieur ont été mis en évidence en 2011 en Italie du Nord (province de Bolzano à une quarantaine de kilomètres de la frontière autrichienne), précisément d'âge Valanginien supérieur à Hauterivien inférieur.

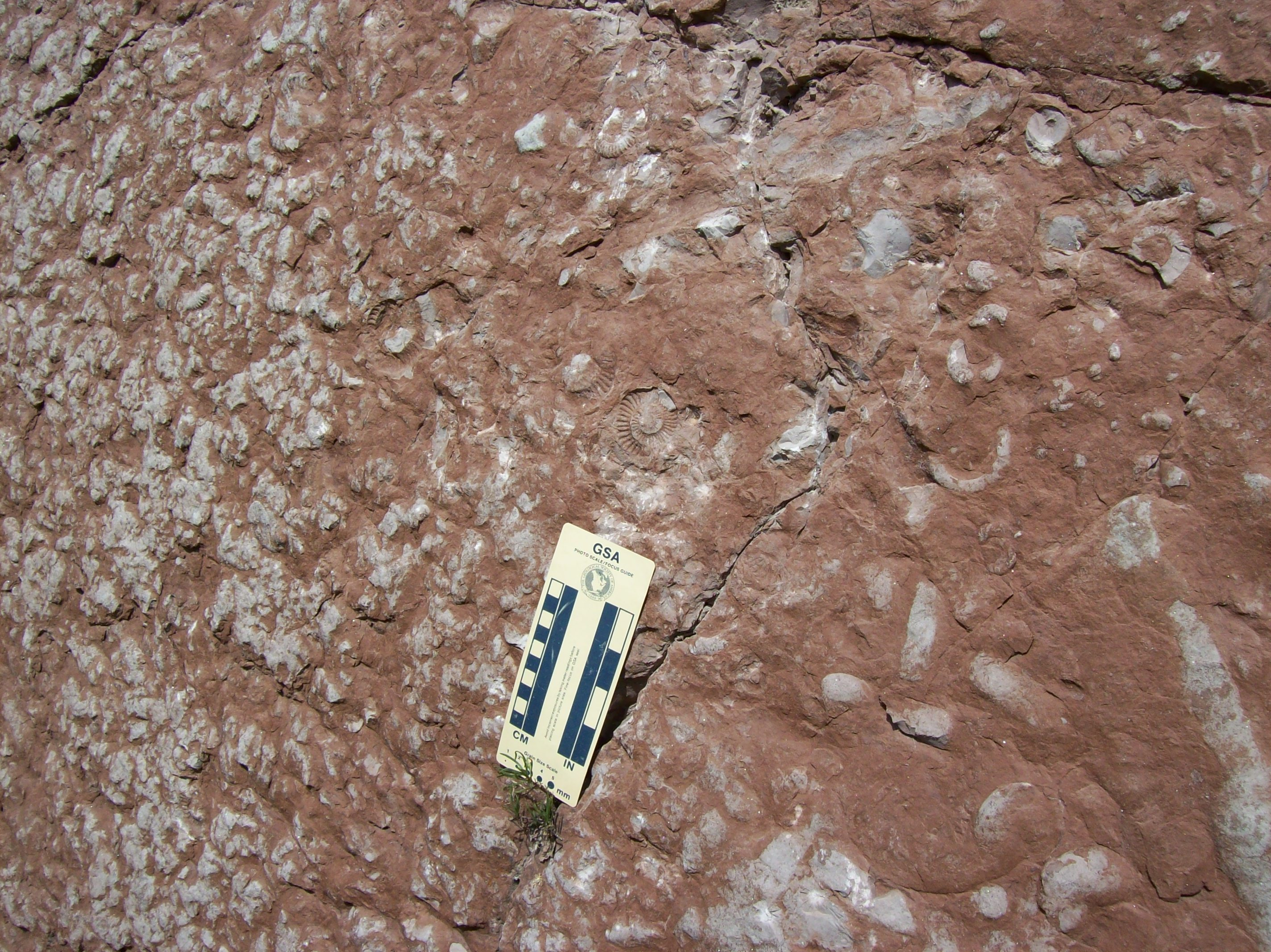
Calcaire argileux de faciès ammonitico rosso dans la région de la Brianza en Lombardie (Italie). Les nodules calcaires plus clairs sont bien visibles ainsi que les ammonites (genres Arieticeras s.l. et Dactylioceras) qui datent ici le faciès du Pliensbachien supérieur.
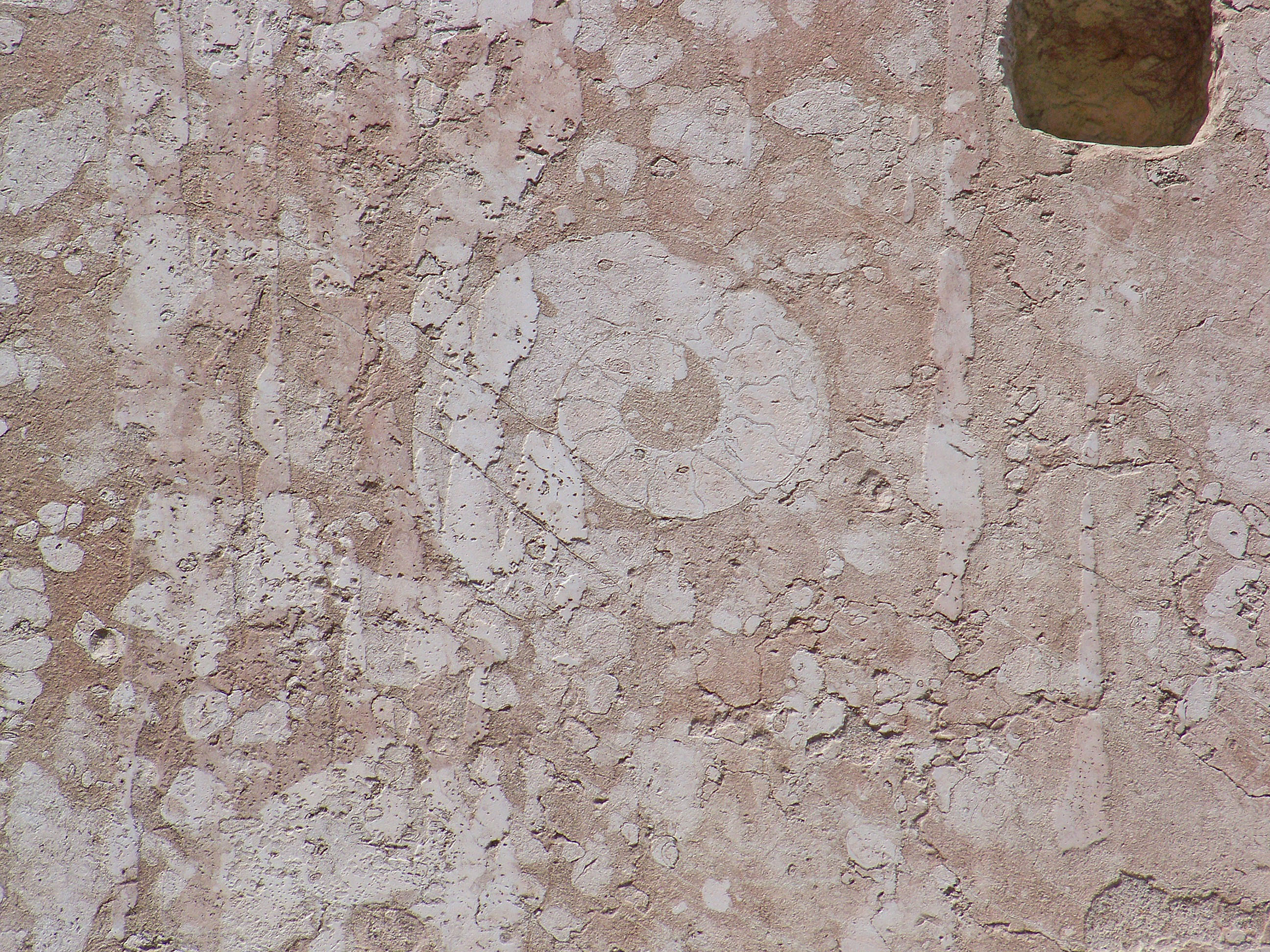
Détail d'une plaque de revêtement du baptistère de Parme, en calcaire ammonitico rosso avec une section d'ammonite.

## Utilisation
Le calcaire ammonitico rosso est un matériau de grande qualité ornementale largement utilisé en architecture et en sculpture pour sa dureté et la variété de ses coloris. C'est le cas surtout en Italie, où il est connu sous plusieurs appellations dont la plus célèbre est le « marbre » rouge de Vérone (géologie : Rosso Ammonitico Veronese;  marbrerie : Marmo rosso di Verona). 
Les arènes de Vérone en sont un bel exemple. De nombreuses églises, palais, monuments funéraires et sculptures sont réalisés avec ce calcaire rouge (baptistères de Parme et de Crémone, basilique San Zeno de Vérone, ...).
Le terme « marbre » est ici impropre d’un point de vue géologique car, à la différence d’un marbre, le calcaire ammonitico rosso n’a pas été métamorphisé. Le terme « marbre » est donc entendu dans sa large acception industrielle de marbrerie, où il désigne une pierre calcaire ou dolomitique à cassure grenue, extrêmement dure et solide, difficile à tailler, et qui reçoit le poli.
Les carrières d’extraction de l'ammonitico rosso sont toujours nombreuses dans le nord de l’Italie en particulier dans les provinces de Vérone, Padoue et Brescia.